# Artemisia freyniana
Artemisia freyniana — вид квіткових рослин з родини айстрових (Asteraceae). Поширення: Південний Сибір, Монголія, Північний Китай. Населяє степи, схили, сухі річкові долини, береги річок, зовнішні лісові узлісся; низькі та середні висоти.

## Біоморфологічна характеристика
Це напівкущик заввишки 18–35(45) см, з товстим дерев'янистим кореневищем, нижня частина гола, верхня частина більш стійко запушена. Середнє стеблове листя на ніжці 3–5 мм; листова пластинка еліптично-яйцеподібна або еліптична, 2–3 × 0.7–1.5 см, 2-перисторозсічена, знизу запушена, зверху темно-зелена, гола; сегменти 4 або 5 пар, еліптичні, 5–15 × 3–4 мм, гребінчасто-розділені; часточки ланцетні, цілісні або пилчасті. Найбільш верхнє листя та листоподібні приквітки розділені або цілісні; приквітки лінійні або лінійно-ланцетні. Синцвіття — колосоподібна або китицеподібна волоть. Квіткові голови кулясті, 2–3 мм у діаметрі. Крайових жіночих квіточок 6–8. Дискових квіточок 16–20, двостатеві. Сім'янки оберненояйцеподібна або еліпсоїдна. Цвітіння та плодіння: серпень — жовтень.